# Farkaslyuk
Farkaslyuk est un village et une commune du comitat de Borsod-Abaúj-Zemplén en Hongrie. La commune s'est détachée d'Ózd le 1er mai 1999, après un référendum sur cette question qui a eu lieu le 13 octobre 1996.